# Le Marais de Villiers
Le Marais de Villiers este o arie protejată (sit de importanță comunitară — SCI) din Franța întinsă pe o suprafață de 20,23 ha, integral pe uscat.

## Localizare
Centrul sitului Le Marais de Villiers este situat la coordonatele 50°28′48″N 1°38′37″E / 50.48002°N 1.64357°E.

## Înființare
Situl Le Marais de Villiers a fost declarat sit de importanță comunitară în baza directivei 92/43 din 1992 referitoare la conservarea habitatelor naturale și a faunei și florei sălbatice pentru a proteja 1 specie de plante și 1 specie de animale.

## Biodiversitate
Situată în ecoregiunea atlantică, aria protejată conține 7 habitate naturale: Ape puternic oligomezotrofe cu vegetație bentonică cu Chara spp., Lacuri și iazuri distrofice naturale, Liziere de ierburi înalte hidrofile de câmpie și de nivel montan până la alpin, Mlaștini calcaroase cu Cladium mariscus și specii de Caricion davallianae, Mlaștini alcaline, Lacuri eutrofice naturale cu vegetație de tip Magnopotamion sau Hydrocharition, Mlaștini turboase de tranziție și turbării mișcătoare.
La baza desemnării sitului se află mai multe specii protejate:
- plante (1): moșișoare (Liparis loeselii)
- nevertebrate (1): Vertigo moulinsiana

Pe lângă speciile protejate, pe teritoriul sitului au mai fost identificate 9 specii de plante, 1 specie de nevertebrate.